# L'etica della libertà
L'etica della libertà è uno dei più importanti saggi filosofici ed economici dell'economista statunitense Murray N. Rothbard. Pubblicato per la prima volta nel 1982 in America, questo libro presenta una sofisticata e rigorosa esposizione del pensiero politico libertario. Un ruolo centrale in questa opera è rappresentato dal giusnaturalismo, dal quale Rothbard parte per espletare tutta la sua teoria.

## Contenuti

### Parte prima: Il diritto naturale
- I. Diritto naturale e ragione
- II. Diritto naturale come scienza
- III. Giusnaturalismo e positivismo giuridico
- IV. Giusnaturalismo e diritti naturali
- V. Il compito della filosofia politica

### Parte seconda: Una teoria della libertà
- VI. Una filosofia sociale "alla Robinson Crusoe"
- VII. Relazioni interpersonali: scambio volontario
- VIII. Relazioni interpersonali: proprietà e aggressione
- IX. Proprietà e criminalità
- X. Il furto di terra
- XI. Monopolio fondiario ieri e oggi
- XII. Autodifesa
- XIII. Punizione e proporzionalità
- XIV. I fanciulli e i loro diritti
- XV. "Diritti umani" e diritti di proprietà
- XVI. La conoscenza, il vero e il falso
- XVII. Corruzione
- XVIII. Boicottaggio
- XIX. Diritti di proprietà e teoria del contratto
- XX. Situazioni da "scialuppa di salvataggio"
- XXI. "Diritti" degli animali

### Parte terza: Lo Stato contro la libertà
- XXII. La natura dello Stato
- XXIII. Contraddizioni implicite dello Stato
- XXIV. Moralità delle relazioni con lo Stato
- XXV. Relazioni fra gli Stati

### Parte quarta: Teorie moderne della libertà
- XXVI. Economia utilitaristica di libero mercato
- XXVII. Isaiah Berlin e la "libertà negativa"
- XXVIII. Hayek e il concetto di coercizione
- XXIX. Nozick e l'immacolata concezione dello Stato

### Parte quinta: Verso una strategia della libertà
- Verso una strategia della libertà

## Edizioni
- Murray N. Rothbard, L'etica della libertà, collana Oche del Campidoglio, Liberilibri, 1996,  pp. 430, cap. 29, ISBN 88-85140-25-4.